# Coupe d'Europe de ski alpin 2002-2003
Navigation
Édition précédente Édition suivante
La Coupe d'Europe de ski alpin 2002-2003 est la 32e édition de la Coupe d'Europe de ski alpin, compétition de ski alpin organisée annuellement par la Fédération internationale de ski. Elle se déroule du 25 novembre 2002 au 15 mars 2003 dans trente stations européennes réparties dans onze pays. Ce sont l'Autrichienne Elisabeth Görgl et son compatriote Norbert Holzknecht (de) qui remportent les classements généraux.

## Déroulement de la saison
La saison débute par un slalom Åre le 25 novembre 2002 pour les femmes et un slalom géant à Levi le 27 pour les hommes. Elle comporte, après annulations et reports, dix-sept étapes masculines et seize étapes féminines réparties dans treize pays. Les finales ont lieu du 10 au 15 mars 2003 dans la station italienne de Piancavallo. La saison est marquée par l'introduction du slalom et du slalom géant indoor pour les hommes, la disparition (temporaire) du combiné alpin du calendrier et la présence d'une épreuve par équipe lors des finale, épreuve finalement annulée. La formule des slalom et slalom géant indoors est dite du « KO slalom ». Sur un parcours court (environ vingt secondes pour le slalom et trente-cinq pour le géant) les skieurs effectuent deux passages de qualification. Leurs temps sont additionnés et les trente meilleurs sont qualifiés pour le tournoi principal. Les dix-huit meilleurs temps de la première manche se qualifient pour une seconde manche, puis les dix meilleurs de cette seconde manche accèdent a une troisième et dernière manche. Pour les dix meilleurs, le classement est établi en faisant la somme des deuxième et troisième manches. Pour les huit suivants se sont les temps de la seconde manche qui sont pris en compte, et pour les douze restants ceux de la troisième manche.
Chez les dames l'Autrichienne Elisabeth Görgl, spécialiste des épreuves techniques, s’adjuge les petits globes de slalom et slalom géant, ainsi que le gros globe avec quasiment sept-cent points d'avance (six-cent quatre-vingt-quatre) sur sa dauphine Suisse Fabienne Suter. Chez les hommes c'est également un Autrichien qui s'impose au classement général, le spécialiste des épreuves de vitesse Norbert Holzknecht (de). Lui aussi remporte deux petits globes, ceux de descente et de super G, et lui aussi dispose d'une avance confortable (trois-cent soixante-six points) sur son dauphin, son compatriote Hannes Reichelt. 
Comme souvent les équipes autrichiennes dominent la saison, en remportant neuf des dix classements, ne laissant que le slalom masculin à la Norvège grâce à Aksel Lund Svindal. Chez les femmes comme chez les hommes les équipes autrichiennes dominent globalement les épreuves de vitesse alors que les épreuves techniques sont plus disputées.

### Saison des messieurs
| \| Levi \| Sites des compétitions en Europe (hors des Alpes) |
| Levi                                                         |

| \| San Vigilio Obereggen Laax Kranjska Gora Krompachy Lech Veysonnaz Saas-Fee Courchevel Hermagor Altenmarkt im Pongau Les Orres Oberjoch Maribor Sella Nevea Tarvisio Madesimo Piancavallo \| Les sites des compétitions situés dans les Alpes |
| San Vigilio Obereggen Laax Kranjska Gora Krompachy Lech Veysonnaz Saas-Fee Courchevel Hermagor Altenmarkt im Pongau Les Orres Oberjoch Maribor Sella Nevea Tarvisio Madesimo Piancavallo                                                        |

### Saison des dames
| \| Åre Ål Zwiesel Špindleruv Mlýn Abetone Le Pas de la Case La Molina \| Sites des compétitions en Europe (hors des Alpes) |
| Åre Ål Zwiesel Špindleruv Mlýn Abetone Le Pas de la Case La Molina                                                         |

| \| Tignes Adelboden Passo del Tonale Megève Lachtal Maribor Tarvisio Innerkrems Piancavallo \| Les sites des compétitions situés dans les Alpes |
| Tignes Adelboden Passo del Tonale Megève Lachtal Maribor Tarvisio Innerkrems Piancavallo                                                        |

## Classement général
Les vainqueurs des classements généraux sont les Autrichiens Elisabeth Görgl, spécialiste des épreuves technique, et Norbert Holzknecht (de) spécialiste des épreuves de vitesse. Chez les femmes Görgl écrase la concurrence. Elle remporte les deux petit globes de slalom et de géant et remporte le classement général avec quasiment sept cents points d'avance sur sa dauphine, la Suisse Fabienne Suter. À l'inverse la troisième place du podium se joue à un point, au profit de l'Autrichienne Michaela Kirchgasser devant sa compatriote Katja Wirth. Chez les hommes l'avance de Holzknecht est moindre mais confortable puisqu'il termine avec trois-cent soixante-six points d'avance sur son compatriote Hannes Reichelt et quatre-cent trente-trois sur le Norvégien Aksel Lund Svindal.
La saison masculine comprend, le 11 décembre 2002 à San Vigilio di Marebbe et le 13 à Obereggen, un « slalom géant KO » et un « slalom KO », qui ne sont pas pris en compte dans les classements des spécialités, mais le sont pour le classement général.
| Rang | Nom                     | Points | Victoire(s) | Podium(s) |
| ---- | ----------------------- | ------ | ----------- | --------- |
| 1    | Norbert Holzknecht (de) | 1300   | 9           | 12        |
| 2    | Hannes Reichelt         | 934    | 5           | 9         |
| 3    | Aksel Lund Svindal      | 877    | 5           | 7         |
| 4    | Stephan Görgl           | 834    | 3           | 6         |
| 5    | Andreas Nilsen          | 669    |             | 4         |
| 6    | Manfred Mölgg           | 659    | 1           | 6         |
| 7    | Hans Grugger            | 605    | 2           | 3         |
| 8    | Georg Streitberger      | 595    |             | 4         |
| 9    | Matthias Lanzinger      | 519    |             |           |
| 10   | Patrick Bechter         | 495    | 1           | 1         |

| Rang | Nom                  | Points | Victoire(s) | Podium(s) |
| ---- | -------------------- | ------ | ----------- | --------- |
| 1    | Elisabeth Görgl      | 1498   | 9           | 15        |
| 2    | Fabienne Suter       | 814    | 3           | 5         |
| 3    | Michaela Kirchgasser | 656    | 1           | 5         |
| 4    | Katja Wirth          | 655    | 4           | 5         |
| 5    | Barbara Kleon (it)   | 522    | 1           | 2         |
| 6    | Corina Grünenfelder  | 504    | 1           | 4         |
| 7    | Ella Alpiger         | 490    | 1           | 2         |
| 8    | Lilian Kummer        | 463    | 1           | 4         |
| 9    | Martina Lechner (de) | 437    | 1           | 3         |
| 10   | Magda Mattel         | 427    | 1           | 3         |

## Classements de chaque discipline
Les noms en gras remportent les titres des disciplines.

### Descente
Les vainqueurs des classements de descente sont les Autrichiens Katja Wirth et Norbert Holzknecht (de). Chez les femmes Wirth réussi un excellent début de saison avec trois victoires et une seconde place lors des quatre premières courses qui lui assurent le globe de la spécialité même si elle ne prend que peu part à la suite de la compétition. Chez les hommes Holzknecht domine l'ensemble de la saison et signe six victoires et une deuxième place en neuf courses, résultats qui lui permettent de remporter largement le classement de la spécialité.
| Rang | Nom                       | Points | Victoire(s) | Podium(s) |
| ---- | ------------------------- | ------ | ----------- | --------- |
| 1    | Norbert Holzknecht (de)   | 695    | 6           | 7         |
| 2    | Yannick Bertrand          | 413    | 1           | 4         |
| 3    | Hans Grugger              | 377    | 1           | 2         |
| 4    | Georg Streitberger        | 328    |             | 2         |
| 5    | Roland Assinger           | 321    |             | 1         |
| 6    | Thomas Graggaber (de)     | 286    | 1           | 1         |
| 7    | Christoph Kornberger (de) | 273    |             | 1         |
| 8    | Daniel Züger (de)         | 272    |             | 1         |
| 9    | Beni Hofer (de)           | 248    |             |           |
| 10   | Johan Clarey              | 204    |             | 1         |

| Rang | Nom                      | Points | Victoire(s) | Podium(s) |
| ---- | ------------------------ | ------ | ----------- | --------- |
| 1    | Katja Wirth              | 436    | 3           | 4         |
| 2    | Kerstin Reisenhofer (de) | 382    | 1           | 3         |
| 3    | Ella Alpiger             | 290    | 1           | 1         |
| 4    | Tanja Pieren (it)        | 261    |             |           |
| 5    | Fabienne Suter           | 230    |             | 1         |
| 6    | Bryna McCarty (it)       | 220    |             | 2         |
| 7    | Corinne Imlig            | 279    |             | 1         |
| 8    | Chiara Maj (it)          | 202    |             |           |
| 9    | Alison Powers            | 198    | 1           | 1         |
| 10   | Karin Blaser             | 178    |             |           |

### Super G
Les vainqueurs des classements de super G sont les autrichiens Martina Lechner (de) et Norbert Holzknecht (de). Chez les femmes la compétition est très serrée : six vainqueurs différentes en six courses et un podium qui se joue en vingt point. À l'inverse chez les hommes Norbert Holzknecht domine largement avec cinq podiums dont trois victoires en six courses. Il devance trois compatriotes, dont Hannes Reichelt qui remporte deux courses (quatre podiums en tout) et se classe à la seconde position du classements de la spécialité.
| Rang | Nom                     | Points | Victoire(s) | Podium(s) |
| ---- | ----------------------- | ------ | ----------- | --------- |
| 1    | Norbert Holzknecht (de) | 490    | 3           | 5         |
| 2    | Hannes Reichelt         | 340    | 2           | 4         |
| 3    | Stephan Görgl           | 294    |             | 2         |
| 4    | Hans Grugger            | 218    | 1           | 1         |
| 5    | Konrad Hari             | 201    |             | 1         |
| 6    | Christophe Saioni       | 183    |             | 1         |
| 7    | Georg Streitberger      | 170    |             | 2         |
| 8    | Matthias Lanzinger      | 149    |             |           |
| 9    | Thomas Graggaber (de)   | 134    |             |           |
| 10   | Cédric Meilleur (it)    | 116    |             |           |

| Rang | Nom                  | Points | Victoire(s) | Podium(s) |
| ---- | -------------------- | ------ | ----------- | --------- |
| 1    | Martina Lechner (de) | 273    | 1           | 3         |
| 2    | Magda Mattel         | 263    | 1           | 2         |
| 3    | Barbara Kleon (it)   | 253    | 1           | 2         |
| 4    | Ella Alpiger         | 200    |             | 1         |
| 4    | Selina Heregger      | 200    |             | 3         |
| 6    | Lea Dabič (it)       | 181    | 1           | 1         |
| 7    | Libby Ludlow         | 178    |             | 2         |
| 8    | Chiara Maj (it)      | 171    |             |           |
| 9    | Katja Wirth          | 166    | 1           | 1         |
| 10   | Elisabeth Görgl      | 160    | 1           | 2         |

### Géant
Les vainqueurs des classements de slalom géant sont les Autrichiens Elisabeth Görgl et Hannes Reichelt. Chez les femmes Görgl réussi à monter sur sept podiums en dix courses, dont trois victoires, et devance deux Suisses : Fabienne Suter (trois victoires également) et Lilian Kummer. Chez les hommes le podium final est cent pour cent autrichien puisqu'avec cinq podiums et trois victoires il devance Patrick Bechter (une victoire) et Stephan Görgl (trois victoires). À noter que le norvégien Aksel Lund Svindal remporte, en plus du géant de Saas-Fee, le « KO géant » de San Vigilio di Marebbe qui n'est pas comptabilisé dans le classement de la spécialité.
| Rang | Nom                   | Points | Victoire(s) | Podium(s) |
| ---- | --------------------- | ------ | ----------- | --------- |
| 1    | Hannes Reichelt       | 498    | 3           | 4         |
| 2    | Patrick Bechter       | 418    | 1           | 1         |
| 3    | Stephan Görgl         | 399    | 3           | 3         |
| 4    | Aksel Lund Svindal    | 394    | 1           | 2         |
| 5    | Hannes Reiter (de)    | 390    |             | 4         |
| 6    | Gauthier de Tessières | 386    |             | 3         |
| 7    | Andreas Nilsen        | 324    |             | 2         |
| 8    | Matthias Lanzinger    | 272    | 1           | 2         |
| 9    | Manfred Mölgg         | 228    | 1           | 2         |
| 10   | Reinfried Herbst      | 226    |             |           |

| Rang | Nom                  | Points | Victoire(s) | Podium(s) |
| ---- | -------------------- | ------ | ----------- | --------- |
| 1    | Elisabeth Görgl      | 665    | 3           | 7         |
| 2    | Fabienne Suter       | 548    | 3           | 4         |
| 3    | Lilian Kummer        | 463    | 1           | 4         |
| 4    | Silke Bachmann       | 406    | 1           | 2         |
| 5    | Silvia Berger        | 310    | 2           | 4         |
| 6    | Audrey Peltier (it)  | 294    |             | 1         |
| 7    | Barbara Kleon (it)   | 258    |             |           |
| 8    | Kathrin Hölzl        | 209    |             |           |
| 9    | Michaela Kirchgasser | 173    |             |           |
| 10   | Monika Knapp (it)    | 169    |             |           |

### Slalom
Les vainqueurs des classements de slalom sont l'Autrichienne Elisabeth Görgl et le Norvégien Aksel Lund Svindal. Avec cinq victoires en onze courses, Görgl s'adjuge le doublé avec le titre en slalom géant, et la première place du classement général. Chez les hommes Aksel Lund Svindal remporte trois courses et le globe de la spécialité. À noter que le Britannique Alain Baxter remporte, en plus du slalom d'Oberjoch, le « KO slalom » d'Obereggen qui n'est pas comptabilisé dans le classement de la spécialité.
| Rang | Nom                | Points | Victoire(s) | Podium(s) |
| ---- | ------------------ | ------ | ----------- | --------- |
| 1    | Aksel Lund Svindal | 483    | 3           | 4         |
| 2    | Manfred Mölgg      | 431    | 1           | 4         |
| 3    | Andrej Šporn       | 422    |             | 2         |
| 4    | Silvan Zurbriggen  | 378    |             |           |
| 5    | Urs Imboden        | 355    | 1           | 3         |
| 6    | Andreas Nilsen     | 345    |             | 1         |
| 7    | Martin Hansson     | 332    |             |           |
| 8    | Alain Baxter       | 330    | 1           | 1         |
| 9    | Patrick Thaler     | 305    | 2           | 2         |
| 10   | Johan Brolenius    | 292    |             | 2         |

| Rang | Nom                        | Points | Victoire(s) | Podium(s) |
| ---- | -------------------------- | ------ | ----------- | --------- |
| 1    | Elisabeth Görgl            | 560    | 4           | 5         |
| 2    | Corina Grünenfelder        | 492    | 1           | 4         |
| 3    | Michaela Kirchgasser       | 417    | 1           | 4         |
| 4    | Karin Truppe (it)          | 370    |             | 2         |
| 5    | Claudia Morandini (it)     | 333    |             | 2         |
| 6    | Sandra Gini                | 327    |             | 1         |
| 7    | Henna Raita                | 282    | 1           | 2         |
| 8    | Monika Bergmann-Schmuderer | 376    | 1           | 2         |
| 9    | Florine de Leymarie        | 273    | 1           | 1         |
| 10   | Line Viken (it)            | 236    |             | 2         |

## Calendrier et résultats

### Messieurs
| N°      | Lieu                    | Date             | Épreuve    | Vainqueur                 | Deuxième                  | Troisième                         |
| ------- | ----------------------- | ---------------- | ---------- | ------------------------- | ------------------------- | --------------------------------- |
| 1       | Levi                    | 27 novembre 2002 | Géant      | Hannes Reichelt           | Hannes Reiter (de)        | Marco Casanova                    |
| 2       | Levi                    | 28 novembre 2002 | Géant      | Hannes Reichelt           | Aksel Lund Svindal        | Bernard Vajdič                    |
| 3       | Levi                    | 29 novembre 2002 | Slalom     | Silvan Zurbriggen         | Bernard Vajdič            | Urs Imboden                       |
| 4       | Levi                    | 30 novembre 2002 | Slalom     | Urs Imboden               | Silvan Zurbriggen         | Aksel Lund Svindal                |
| 5       | San Vigilio di Marebbe  | 10 décembre 2002 | Géant      | Hannes Reichelt           | Gauthier de Tessières     | Hannes Reiter (de)                |
| 6       | San Vigilio di Marebbe  | 11 décembre 2002 | KO Géant,  | Aksel Lund Svindal        | Hannes Reiter (de)        | Gauthier de Tessières             |
| 7       | San Vigilio di Marebbe  | 12 décembre 2002 | Slalom,    | Manfred Pranger           | Truls Ove Karlsen         | Mitja Dragšič                     |
| 8       | Obereggen               | 13 décembre 2002 | KO slalom, | Alain Baxter              | Andrej Šporn              | Andreas Nilsen                    |
| 9       | Laax                    | 19 décembre 2002 | Descente   | Norbert Holzknecht (de)   | Roland Assinger           | Stephan Görgl                     |
| 10      | Laax                    | 20 décembre 2002 | Descente   | Norbert Holzknecht (de)   | Christoph Kornberger (de) | Johan Clarey                      |
| 11      | Kranjska Gora           | 5 janvier 2003   | Slalom     | Bode Miller               | Truls Ove Karlsen         | Alois Vogl                        |
| 12      | Kranjska Gora           | 6 janvier 2003   | Slalom     | Truls Ove Karlsen         | Mitja Dragšič             | Akira Sasaki                      |
| 13      | Krompachy               | 9 janvier 2003   | Géant      | Jernej Koblar (it)        | Hannes Reichelt           | Hannes Reiter (de)                |
| 14      | Krompachy               | 10 janvier 2003  | Géant      | Patrick Bechter           | Jernej Koblar (it)        | Jukka Rajala                      |
| 15      | Lech                    | 12 janvier 2003  | Super G    | Norbert Holzknecht (de)   | Hannes Reichelt           | Georg Streitberger                |
| 16      | Lech                    | 13 janvier 2003  | Super G    | Hannes Reichelt           | Andreas Buder             | Norbert Holzknecht (de)           |
| 17      | Veysonnaz               | 15 janvier 2003  | Super G    | Norbert Holzknecht (de)   | Stephan Görgl             | Hannes Reichelt                   |
| 18      | Saas-Fee                | 16 janvier 2003  | Géant      | Aksel Lund Svindal        | Manfred Mölgg             | Truls Ove Karlsen                 |
| 19      | Saas-Fee                | 17 janvier 2003  | Géant      | Michael von Grünigen      | Andreas Nilsen            | Bjarne Solbakken                  |
| 20      | Courchevel              | 24 janvier 2003  | Slalom     | Patrick Thaler            | Hannes Paul Schmid        | Johan Brolenius Pierrick Bourgeat |
| 21      | Hermagor-Pressegger See | 26 janvier 2003  | Géant      | Stephan Görgl             | Andreas Nilsen            | Jeff Piccard                      |
| 22      | Hermagor-Pressegger See | 27 janvier 2003  | Géant      | Stephan Görgl             | Hannes Reiter (de)        | Gauthier de Tessières             |
| 23      | Altenmarkt im Pongau    | 30 janvier 2003  | Descente   | Yannick Bertrand          | Bryon Friedman (it)       | Georg Streitberger                |
| 24      | Altenmarkt im Pongau    | 31 janvier 2003  | Descente   | Thomas Graggaber (de)     | Tobias Grünenfelder       | Yannick Bertrand                  |
| 25      | Les Orres               | 6 février 2003   | Descente   | Christoph Kornberger (de) | Yannick Bertrand          | Daniel Züger (de)                 |
| 26      | Les Orres               | 7 février 2003   | Descente   | Norbert Holzknecht (de)   | Georg Streitberger        | Patrick Staudacher                |
| 27      | Oberjoch                | 10 février 2003  | Slalom     | Alain Baxter              | Manfred Mölgg             | Kilian Albrecht                   |
| 28      | Oberjoch                | 11 février 2003  | Slalom     | Manfred Mölgg             | Richard Gravier           | Silvan Zurbriggen                 |
| 29      | Sella Nevea             | 13 février 2003  | Super G    | Hannes Reichelt           | Christophe Saioni         | Georg Streitberger                |
| 30      | Sella Nevea             | 14 février 2003  | Super G    | Norbert Holzknecht (de)   | Stephan Görgl             | Konrad Hari                       |
| 31      | Tarvisio                | 19 février 2003  | Descente   | Norbert Holzknecht (de)   | Yannick Bertrand          | Mario Scheiber                    |
| 32      | Tarvisio                | 20 février 2003  | Descente   | Norbert Holzknecht (de)   | Hans Grugger              | Thomas Graggaber (de)             |
| 33      | Madesimo                | 24 février 2003  | Slalom,    | Aksel Lund Svindal        | Andrej Šporn              | Manfred Mölgg                     |
| 34      | Madesimo                | 25 février 2003  | Slalom,    | Aksel Lund Svindal        | Andreas Nilsen            | Andrej Šporn                      |
| Finales |                         |                  |            |                           |                           |                                   |
| 35      | Piancavallo             | 11 mars 2003     | Descente   | Hans Grugger              | Norbert Holzknecht (de)   | Patrik Järbyn                     |
| 36      | Piancavallo             | 12 mars 2003     | Super G    | Hans Grugger              | Norbert Holzknecht (de)   | Patrik Järbyn                     |
| 37      | Piancavallo             | 14 mars 2003     | Géant      | Stephan Görgl             | Gauthier de Tessières     | Manfred Mölgg                     |
| 38      | Piancavallo             | 15 mars 2003     | Slalom     | Patrick Thaler            | Manfred Mölgg             | Johan Brolenius                   |

### Dames
| N°      | Lieu              | Date             | Épreuve  | Vainqueur                | Deuxième                    | Troisième                            |
| ------- | ----------------- | ---------------- | -------- | ------------------------ | --------------------------- | ------------------------------------ |
| 1       | Åre               | 25 novembre 2002 | Slalom   | Elisabeth Görgl          | Karin Truppe (it)           | Eva Walkner (de)                     |
| 2       | Åre               | 26 novembre 2002 | Slalom   | Elisabeth Görgl          | Karin Truppe (it)           | Eva Walkner (de)                     |
| 3       | Ål                | 28 novembre 2002 | Géant    | Fabienne Suter           | Elisabeth Görgl             | Andrine Flemmen                      |
| 4       | Ål                | 29 novembre 2002 | Géant    | Fabienne Suter           | Lilian Kummer               | Kathrin Hölzl                        |
| 5       | Špindlerův Mlýn   | 17 décembre 2002 | Slalom   | Florine de Leymarie      | Line Viken (it)             | Elisabeth Görgl                      |
| 6       | Špindlerův Mlýn   | 18 décembre 2002 | Slalom   | Lisa Bremseth (it)       | Claudia Morandini (it)      | Corina Grünenfelder                  |
| 7       | Zwiesel           | 21 décembre 2002 | Géant    | Silvia Berger            | Lilian Kummer               | Silke Bachmann                       |
| 8       | Zwiesel           | 22 décembre 2002 | Géant    | Silvia Berger            | Elisabeth Görgl             | Monika Knapp (it)                    |
| 9       | Tignes            | 7 janvier 2003   | Descente | Katja Wirth              | Monika Dumermuth            | Floriane Paturel (it)                |
| 10      | Tignes            | 8 janvier 2003   | Descente | Katja Wirth              | Monika Dumermuth            | Magda Mattel                         |
| 11      | Adelboden         | 15 janvier 2003  | Slalom   | Monika Bergmann          | Corina Grünenfelder         | Henna Raita                          |
| 12      | Adelboden         | 16 janvier 2003  | Slalom   | Henna Raita              | Monika Bergmann             | Susanne Ekman (it)                   |
| 13      | Passo del Tonale  | 18 janvier 2003  | Slalom,  | Trine Bakke              | Sandra Gini                 | Michaela Kirchgasser Monika Bergmann |
| 14      | Passo del Tonale  | 19 janvier 2003  | Slalom,  | Michaela Kirchgasser     | Annalisa Ceresa             | Line Viken (it)                      |
| 15      | Abetone           | 23 janvier 2003  | Géant    | Elisabeth Görgl          | Silke Bachmann              | Fabienne Suter                       |
| 16      | Megève            | 28 janvier 2003  | Descente | Katja Wirth              | Corinne Imlig               | Lindsey Kildow                       |
| 17      | Megève            | 29 janvier 2003  | Descente | Alison Powers            | Katja Wirth                 | Fabienne Suter                       |
| 18      | Le Pas de la Case | 23 février 2003  | Slalom   | Elisabeth Görgl          | Claudia Morandini (it)      | Michaela Kirchgasser                 |
| 19      | La Molina         | 5 février 2003   | Géant    | Audrey Peltier (it)      | Elisabeth Görgl             | Silke Bachmann                       |
| 20      | La Molina         | 6 février 2003   | Géant    | Elisabeth Görgl          | María José Rienda Contreras | Lilian Kummer                        |
| 21      | La Molina         | 7 février 2003   | Géant,   | Corina Grünenfelder      | Michaela Kirchgasser        | Daniela Merighetti                   |
| 22      | Lachtal           | 10 février 2003  | Géant    | Lilian Kummer            | Elisabeth Görgl             | Silvia Berger                        |
| 23      | Lachtal           | 11 février 2003  | Géant    | Fabienne Suter           | Kaylin Richardson           | Michaela Kirchgasser                 |
| 24      | Maribor           | 13 février 2003  | Super G  | Katja Wirth              | Selina Heregger             | Magda Mattel                         |
| 25      | Maribor           | 14 février 2003  | Super G  | Magda Mattel             | Libby Ludlow                | Selina Heregger                      |
| 26      | Tarvisio          | 19 février 2003  | Descente | Christine Sponring       | Kerstin Reisenhofer (de)    | Bryna McCarty (it)                   |
| 27      | Tarvisio          | 20 février 2003  | Descente | Ella Alpiger             | Kerstin Reisenhofer (de)    | Anja Pärson                          |
| 28      | Tarvisio          | 21 février 2003  | Super G  | Martina Lechner (de)     | Libby Ludlow                | Ella Alpiger                         |
| 29      | Innerkrems        | 24 février 2003  | Descente | Elisabeth Görgl          | Bryna McCarty (it)          | Keely Kelleher (de)                  |
| 30      | Innerkrems        | 26 février 2003  | Descente | Kerstin Reisenhofer (de) | Keely Kelleher (de)         | Ellen Hild (it)                      |
| 31      | Innerkrems        | 26 février 2003  | Super G  | Elisabeth Görgl          | Barbara Kleon (it)          | Martina Lechner (de)                 |
| 32      | Innerkrems        | 27 février 2003  | Super G  | Barbara Kleon (it)       | Tina Maze                   | Elisabeth Görgl                      |
| Finales |                   |                  |          |                          |                             |                                      |
| 33      | Piancavallo       | 10 mars 2003     | Géant    | Elisabeth Görgl          | Silke Bachmann              | Julie Duvillard (it)                 |
| 34      | Piancavallo       | 11 mars 2003     | Slalom   | Elisabeth Görgl          | Corina Grünenfelder         | Karin Truppe (it)                    |
| 35      | Piancavallo       | 13 mars 2003     | Super G  | Lea Dabič (it)           | Martina Lechner (de)        | Selina Heregger                      |
| 36      | Piancavallo       | 14 mars 2003     | Descente | Lea Dabič (it)           | Marion Rolland              | Nadia Styger                         |